# Mispá em Gileade (Gênesis)
Para outros lugares com o mesmo nome ver Mispá (desambiguação)
Mispá (em hebraico: המצפה, "torre de vigia, o vigia") é um lugar em Gileade, assim denominado por Labão, que surpreendeu Jacó neste lugar (Gênesis 31:49) em seu retorno a Israel de Padã-Arã. Aqui Jacó e Labão definiram seu marco memorial de pedras e um pilar (Massebah) para servir de separação entre eles: tanto como um marco de fronteira e como uma testemunha de sua aliança e da proteção das filhas de Labão, Raquel e Lia.